# Euphemia von Oels

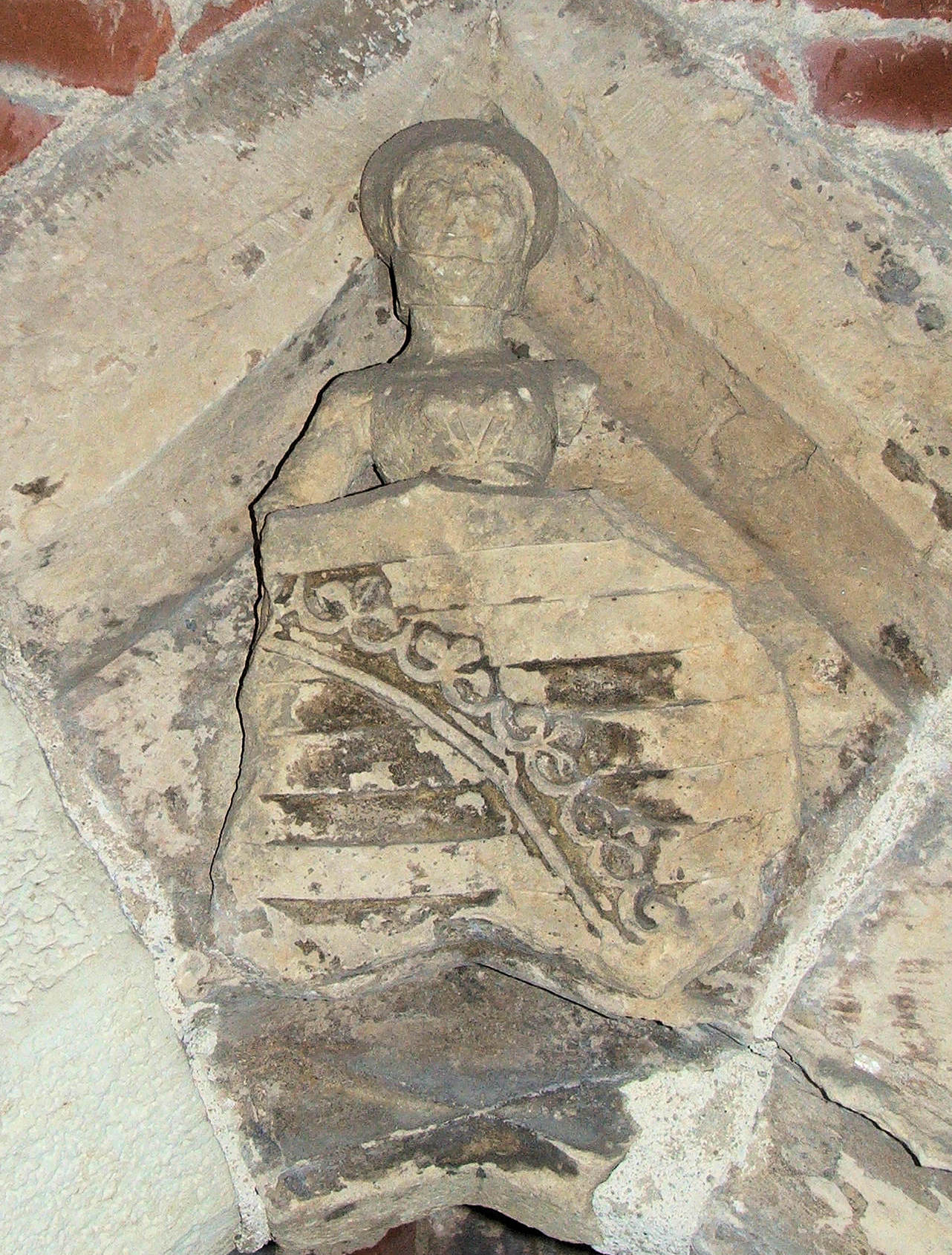
Schlussstein am ehemaligen Vorschloss in Liebenwerda. Der Stein zeigt das kursächsische Wappen, und wahrscheinlich Kurfürstin Euphemia von Oels.

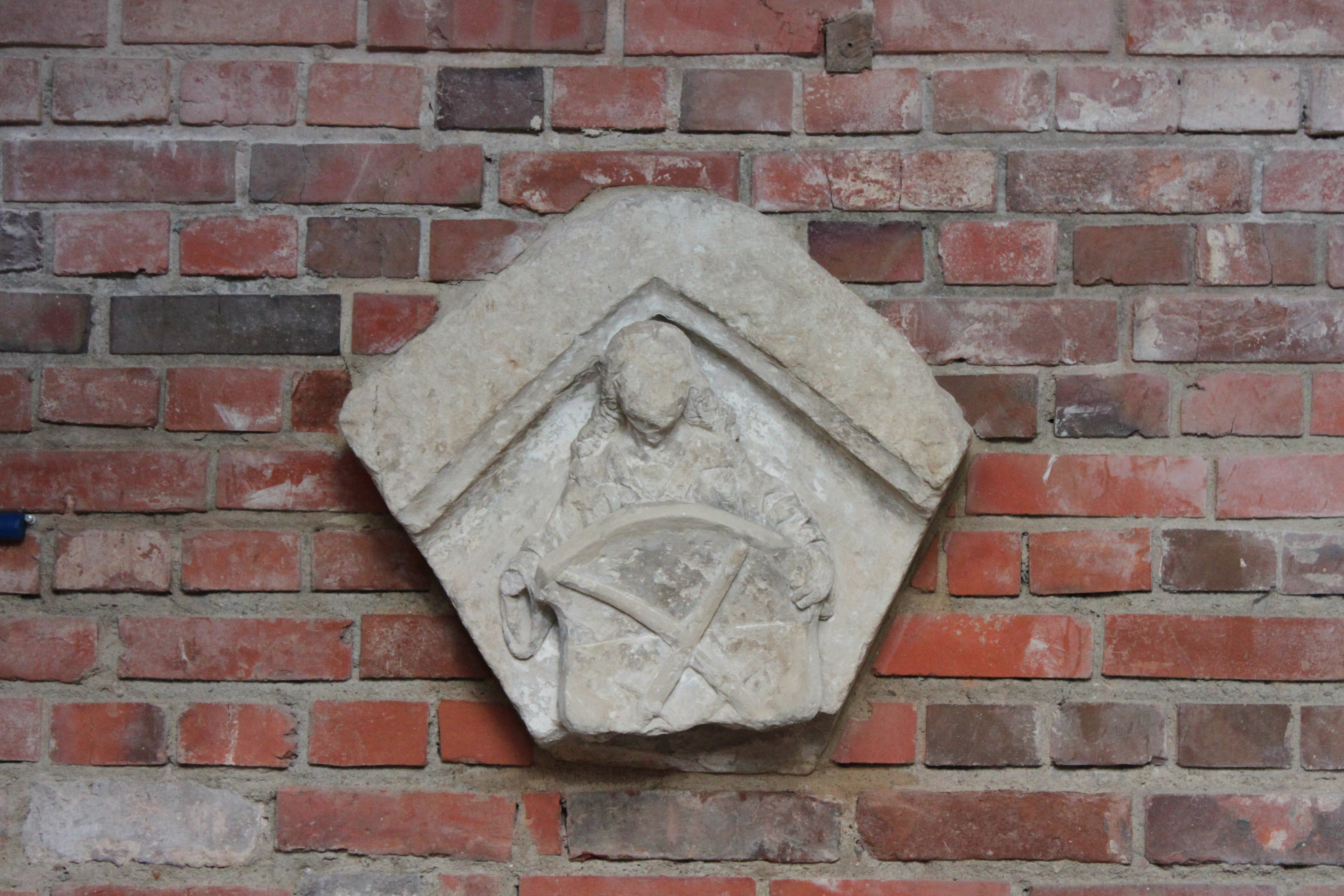
Auch ein weiterer Schlussstein wird Offka zugeordnet, hier mit den Kurschwertern

Euphemia von Oels (Vorname auch Ephigenia, Offka, Offigka; * um 1390; † 1444) war durch Geburt Herzogin von Oels und durch ihre Heirat mit Albrecht III. von Sachsen-Wittenberg Kurfürstin von Sachsen-Wittenberg.

## Leben
Euphemia wurde zwischen 1390 und 1405 als fünftes Kind des Herzog Konrads III. von Oels und seiner Frau Jutta (Guta) geboren. Sie war die Schwester des Breslauer Bischofs Konrad IV. von Oels.
Am 14. Januar 1420 heiratete sie den Herzog von Sachsen-Wittenberg, Albrecht III. Auf der Jagd in der Lochauer Heide, wo sie mit ihrem Mann übernachtete, brach plötzlich ein Brand aus, an dessen Folgen Albrecht starb. Diese Ehe blieb ohne Nachkommen, wodurch die Linie der Sachsen-Wittenberger Askanier im Mannesstamm erlosch.
Als Wittum bezog Euphemia die Burg Liebenwerda, auf der sie umfangreiche Baumaßnahmen veranlasste. Zudem gehörten ihr Wahrenbrück und weitere Dörfer, wie Hohenleipisch, Lausitz und Berga bei Schlieben, aus denen sie Steuern und Naturallieferungen bezog.
Am 15. April 1423 stiftete sie der Stadt Liebenwerda einen Altar. Am St. Babarentag 1424 schenkte sie der Stadt Liebenwerda ein Stück Holz und zwölf Wiesen. In einer Urkunde vom 10. Dezember 1431 vermachte sie dem Pfarrer zu Liebenwerda und dessen Bruder die Anwartschaft auf das Dorf Kölsa. In dieser Urkunde wird auch ein Herrmann Schaff als Voigt zu Liebenwerda erwähnt.
1432 heiratete Euphemia den Fürsten Georg I. von Anhalt-Zerbst. Dieser Ehe entstammte die 1435 geborene Tochter Anna von Anhalt. Am 1. Oktober 1433 wurde der von ihr gestiftete Altar Exulum (dem Verbannten) von Bischof Johann zu Meißen confirmiert. Am 14. August 1434 belehnte sie in Liebenwerda die Hundorfe mit Marxdorf, Schmerkendorf und Co.
Euphemia starb 1444.
2011 wurde eine Gedenktafel des durch das Ministerium für Arbeit, Soziales, Frauen und Familie Brandenburg geförderten Projektes „FrauenOrte im Land Brandenburg“ im Lubwartturm installiert.